# One Piece: Grand Battle! 2
One Piece: Grand Battle! 2 (ONE PIECE グランドバトル! 2?, Wan Pīsu: Gurando Batoru! Tsū), è un videogioco picchiaduro pubblicato e sviluppato da Bandai per PlayStation, basato sul manga e anime One Piece. Il gioco non è stato distribuito al di fuori del Giappone.

## Trama
La trama del videogioco ricalca quella della serie animata, a partire dall'inizio fino alla saga di Alabasta.

## Modalità di gioco
Il gameplay è quello di un picchiaduro. Nel gioco è possibile utilizzare anche diversi oggetti per colpire l'avversario o riacquistare energia. Ogni personaggio ha tre mosse speciali. Il gioco presenta dei personaggi 3D super deformed che combattono su uno scenario 2D. Sono presenti nuovi scenari rispetto a quelli del gioco precedente.

## Personaggi
Nel gioco sono presenti 24 personaggi:
- Monkey D. Rufy
- Roronoa Zoro
- Nami
- Usop
- Sanji
- TonyTony Chopper
- Nefertari Bibi - Chaka, Pell come supporto
- Mr. 3 - Mr. 5, Miss Valentine, Miss Golden Week come supporto
- Wapol - Cromarlimo, Chess, Chessmarlimo come supporto
- Mr. 2 Von Clay - Mr. 4, Miss Merry Christmas come supporto
- Miss All Sunday - Banchi come supporto
- Mr. 0 - Mr. 1, Miss Doublefinger come supporto
- Portuguese D. Ace
- Karl - tutta la squadra speciale anatre combattenti dal becco chiazzato come supporto
- Bagy - Kabaji, Moji come supporto
- Albida
- Arlong - Hatchan, Kuroobi, Chew come supporto
- Kuro - Jango, Buchi e Sham come supporto
- Creek - Gin come supporto
- Smoker
- Tashigi
- Drakul Mihawk
- Shanks - Yasop, Benn Beckman, Lucky Lou come supporto
- Pandaman

## Scenari
- Villaggio di Foosha
- Villaggio di Syrup
- Baratie
- Arlong Park
- Loguetown
- Dentro Lovoon
- Little Garden
- Su Hasami
- Castello di Drum
- Alubarna
- Marine HQ

## Accoglienza
Al momento dell'uscita, i quattro recensori della rivista Famitsū hanno dato un punteggio di 26/40.